# Saint-Amans (Aude)
Saint-Amans település Franciaországban, Aude megyében. Lakosainak száma 62 fő (2022. január 1.). Saint-Amans Fonters-du-Razès, Gaja-la-Selve, Generville, Mayreville és Payra-sur-l’Hers községekkel határos.

## Népesség
A település népessége az elmúlt években az alábbi módon változott:
| Lakosok száma | 75   | 58   | 81   | 64   | 63   | 64   | 64   | 61   | 60   | 62   |
|               | 1968 | 1982 | 1990 | 2006 | 2013 | 2015 | 2017 | 2019 | 2020 | 2022 |